# Petr Vrabec
Petr Vrabec (* 5. června 1962 Mladá Boleslav) je bývalý český fotbalista a československý fotbalový reprezentant. Byl to specialista na trestné kopy. Byl trenérským asistentem Karla Jarolíma ve Slavii Praha v éře dvou ligových titulů v letech 2008 a 2009.

## Klubová kariéra
Odchovanec Autoškody Mladá Boleslav, známý pod přezdívkou "Béda", je šestinásobným mistrem Československa z let 1987, 1988, 1989, 1990, 1991 a 1993. Všechny tituly získal se Spartou Praha. V Ježkově Spartě druhé poloviny 80. let byl ve stínu slavnějších spoluhráčů, ale na začátku 90. let byl již pilířem mužstva. Památným je jeho gól do sítě Dynama Kyjev v semifinálové skupině nultého ročníku Ligy mistrů (1991/1992), který vstřelil přímo z rohu. Ve stejném ročníku dal gól i Barceloně na Camp Nou (27. listopadu 1991) a obhájci trofeje Olympique Marseille.
V roce 1993 odešel ze Sparty do německého Stuttgartu, kde vydržel pouze jednu sezónu. Následně hrál za Viktorii Žižkov a Chmel Blšany, kde roku 2000 profesionální hráčskou kariéru ukončil.

## Reprezentační kariéra
Za československou reprezentaci odehrál pouze 3 kvalifikační utkání v roce 1993 (remízy 1:1 s Kyprem a Walesem a výhra 5:2 s Rumunskem). Vstřelil 1 gól – v kvalifikačním zápase s Rumunskem v Košicích.
Gól Petra Vrabce za reprezentační A-mužstvo Československa:
| Gól | Datum      | Stadion           | Soupeř   | Skóre (min.) | Výsledek | Soutěž                 | Gól         |
| --- | ---------- | ----------------- | -------- | ------------ | -------- | ---------------------- | ----------- |
| 010 | 2. 6. 1993 | Košice, Slovensko | Rumunsko | 01:0 0(13.)  | 5:2      | kvalifikace na MS 1994 | padl ze hry |

## Trenérská kariéra
Po skončení hráčské kariéry se věnoval trenérské činnosti, působil 7 let na lavičce pražské Slavie, byl například asistentem Karla Jarolíma, s nímž zažil dva ligové tituly Slavie v letech 2008 a 2009.
V létě 2012 se stal hlavním trenérem českého klubu FK Čáslav. 17. září 2012 byl odvolán kvůli neuspokojivým výsledkům. Na lavičce Čáslavi tak vydržel pouhých sedm kol. Čáslavi přesto pomohl prolomit prokletí v národním poháru a postoupit po dlouhých čtyřech letech až do třetího kola. Tým pod jeho taktovkou porazil nejprve Letohrad 1:0 a následně Táborsko 5:4 na pokutové kopy poté, co utkání skončilo nerozhodně 1:1.
Poté byl angažován k juniorskému mužstvu FK Mladá Boleslav, tedy vrátil se pomoct svými zkušenostmi klubu, kde se fotbal naučil. V Mladé Boleslavi skončil u juniorky v lednu 2014 po rošádách v realizačních týmech klubu.
Dále dovedl FK Hořovicko do ČFL, kde působil v letech  2013-2015. Působil i jako asistent trenéra v druholigovém Ústí nad Labem, v sezóně 2021/22 trénoval třetiligové Zápy a v letech 2022-25 jako asistent bývalého spoluhráče Jiřího Němce v Sokole Brozany, který od léta 2025 přebral jako hlavní trenér.